# Trenčiansky kraj
Koordinaten: 48° 54′ N, 18° 0′ O
Der Trenčiansky kraj (deutsch Trentschiner Landschaftsverband) ist ein Verwaltungsgebiet in der nordwestlichen Slowakei.

## Okresy
Der Kraj besteht aus folgenden 9 Bezirken (okresy):
- Bánovce nad Bebravou
- Ilava
- Myjava
- Nové Mesto nad Váhom
- Partizánske
- Považská Bystrica
- Prievidza
- Púchov
- Trenčín

## Geographie

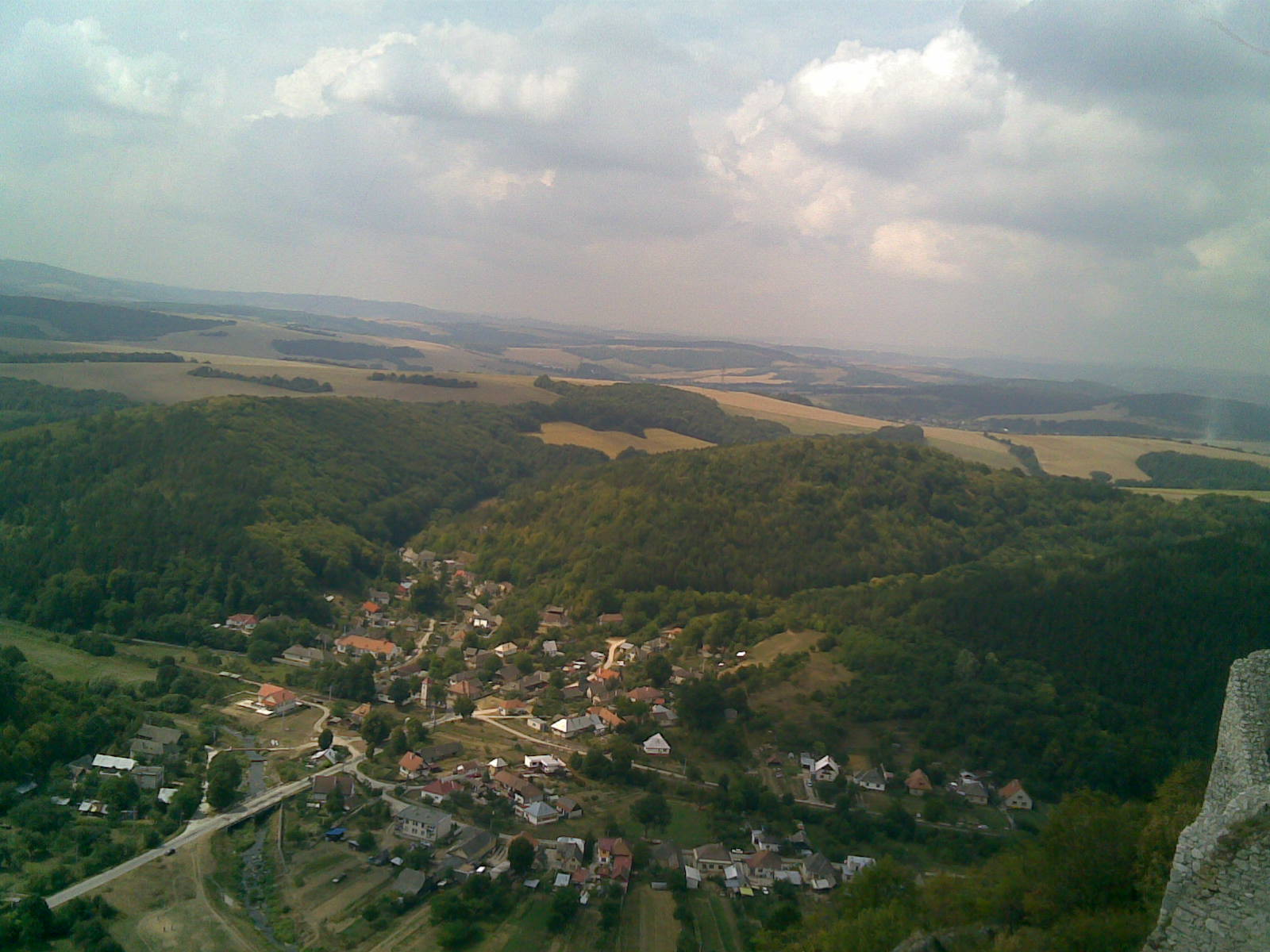
Bergland Myjavská pahorkatina von den Ruinen der Burg Čachtice gesehen. Gemeinde Višňové, Okres Nové Mesto nad Váhom

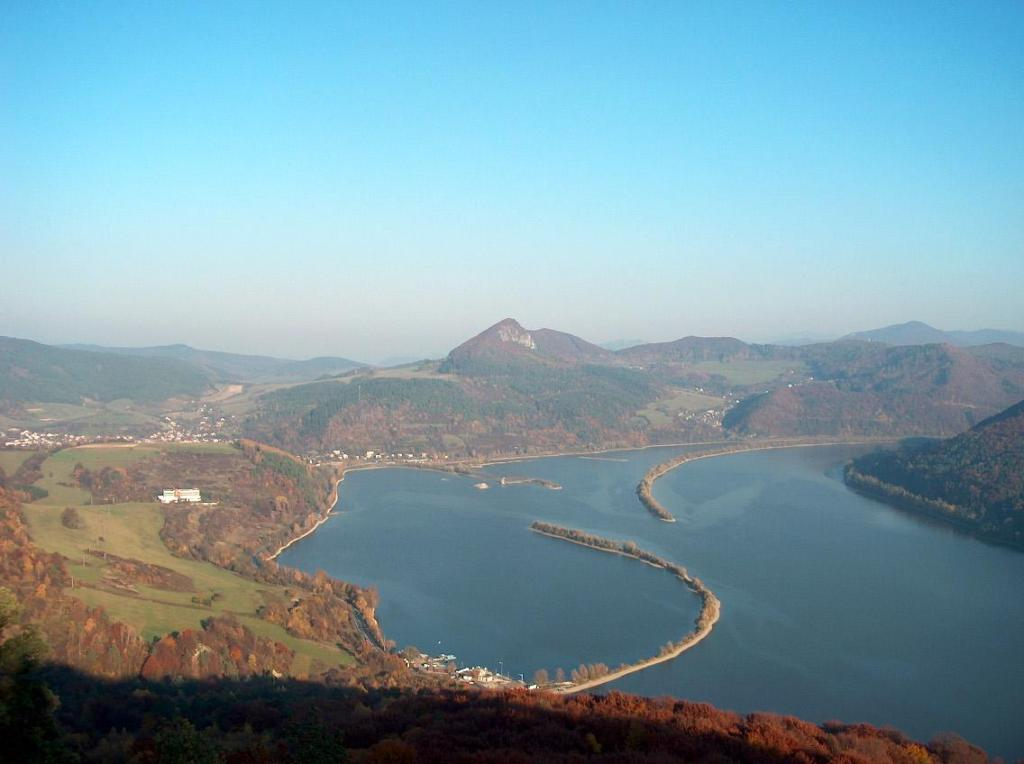
Ein Teil des Waag-Stausees Nosice bei Udiča im Javorník-Gebirge, Okres Považská Bystrica

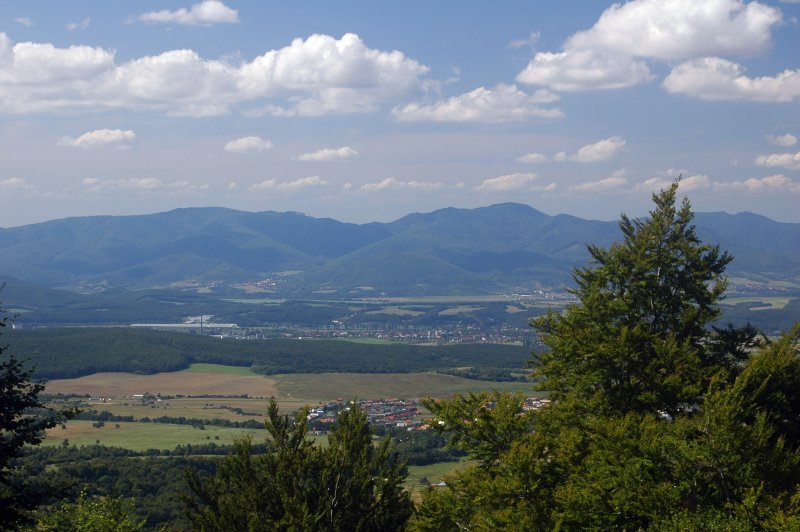
Talkessel Hornonitrianska kotlina zwischen den Gebirgen Vtáčnik und Strážovské vrchy (im Hintergrund). Gemeinde Kamenec pod Vtáčnikom, Okres Prievidza

Der Kraj hat 4.502 km² und 565.572 Einwohner (Stand 31. Dezember 2024) und befindet sich in der Nordwestslowakei. Die Landschaft ist mehrheitlich von den Mittelgebirgen der Karpaten geprägt, nur im Süden reicht das große Donautiefland bis in die Gegenden von Nové Mesto nad Váhom, Bánovce nad Bebravou und Partizánske. Im Westen gehören ein kleiner Teil der Kleinen Karpaten und ein Teil des Hügellands Myjavská pahorkatina zum Kraj. Die Weißen Karpaten im Nordwesten bilden zusammen mit der Javorníky im äußersten Norden die Grenze zu Mähren. Von den weiter östlich liegenden Gebirgen wie Strážovské vrchy oder Inowetz werden sie durch das Waagtal getrennt, hier Teil der geomorphologischen Einheit Považské podolie. Im Osten des Krajs befindet sich der Kessel des Flusses Nitra (Hornonitrianska kotlina), umgeben vom Vogelgebirge, Žiar sowie kleinen Teilen der Kleinen Fatra und der Kremnitzer Berge. Bedeutende Flüsse im Kraj sind die schon genannten Waag und Nitra (Neutra). Im Westen gehört auch ein kurzer Abschnitt vom Flusslauf der Myjava zum Kraj. Der höchste Berg ist der Vtáčnik im Vogelgebirge (1346 m n.m.); der niedrigste Punkt liegt an der Waag bei Horná Streda (165 m n.m.).
Es gibt fünf Landschaftsschutzgebiete im Kraj: Malé Karpaty (Kleine Karpaten), Biele Karpaty (Weiße Karpaten), Strážovské vrchy, Kysuce und Ponitrie (Nitra-Gegend, Gebirge Tribeč und Vogelgebirge).
Verwaltungstechnisch grenzt der Kraj an den Žilinský kraj im Norden und Osten, Banskobystrický kraj im Südosten, Nitriansky kraj im Süden, Trnavský kraj im Süden und Südwesten sowie die tschechischen Jihomoravský kraj und Zlínský kraj im Nordwesten.

## Historische administrative Einheiten
Im Königreich Ungarn war das Gebiet größtenteils in zwei Komitate geteilt: Das Waagtal bis (ausschließlich) Nové Mesto nad Váhom und die Gegend von Bánovce nad Bebravou waren Teil des Komitats Trentschin; die Regionen von Myjava und Nové Mesto nad Váhom und Neutratal gehörten zum Komitat Neutra. Ein kleiner Teil um die heutige Stadt Partizánske war Teil des Komitats Barsch.
Entwicklung nach dem Zerfall von Österreich-Ungarn im Jahr 1918:
- 1918/1919–1922: wie oben, Tschechoslowakei
- 1923–1928: Bratislavská župa (Bratislavaer Gespanschaft), Považská župa (Waager Gespanschaft) und Nitrianska župa (Neutraer Gespanschaft), Tschechoslowakei
- 1928–1939: Slovenská krajina/zem (Slowakisches Land), Tschechoslowakei
- 1940–1945: Nitrianska župa (Neutraer Gespanschaft) und Trenčianska župa (Trentschiner Gespanschaft), Erste Slowakische Republik
- 1945–1948: Slovenská krajina (Slowakisches Land), Tschechoslowakei
- 1949–1960: Bratislavský kraj (Bratislavaer Landschaftsverband), Nitriansky kraj (Neutraer Landschaftsverband) und Žilinský kraj (Silleiner Landschaftsverband) – mit den heutigen sind sie nicht zu verwechseln, Tschechoslowakei
- 1960–1990: Západoslovenský kraj (Westslowakischer Landschaftsverband) und Stredoslovenský kraj (Mittelslowakischer Landschaftsverband), Tschechoslowakei
- seit 1996: heutiger Trenčiansky kraj

## Bevölkerung
| Jahr                | 1994    | 2004    | 2014    | 2024    |
| ------------------- | ------- | ------- | ------- | ------- |
| Anzahl der Personen | 608.990 | 601.392 | 591.233 | 565.572 |
| Unterschied         |         | −1,24 % | −1,68 % | −4,34 % |

| Jahr                | 2023    | 2024    |
| ------------------- | ------- | ------- |
| Anzahl der Personen | 568.102 | 565.572 |
| Unterschied         |         | −0,44 % |

Die Bevölkerungsdichte liegt bei 131/km², etwas mehr als der slowakische Durchschnitt (111/km²). Hauptstadt ist Trenčín, eine andere wichtige Stadt ist Prievidza. Insgesamt besteht der Landschaftsverband aus 276 Gemeinden, davon 18 Städten.
Nach der Volkszählung 2011 wohnten im Trenčiansky kraj genau 594.328 Einwohner. Der größte Teil entfiel auf die Slowaken (545.535 Einw., 91,8 %), gefolgt von Tschechen (4.106 Einw., 0,7 %), Magyaren (797 Einw., 0,1 %), Roma (574 Einw., 0,1 %), Mährern (540 Einw., 0,1 %) und Deutschen (538 Einw., 0,1 %). Andere Ethnien machen zusammen 0,3 % (1.732 Einw.) der Bevölkerung aus, während 40.506 Einwohner (6,8 %) keine Angabe zur Ethnie machten.
Konfessionell ist die römisch-katholische Kirche mit 381.093 Einwohnern (64,1 %) die am meisten verbreitete Konfession, gefolgt von der Evangelischen Kirche A. B. (48.327 Einw., 8,9 %) und griechisch-katholischen Kirche (1.338 Einw., 0,2 %). Des Weiteren bekannten sich die Einwohner zu den Zeugen Jehovas (1.082 Einw., 0,2 %), zur Pfingstbewegung (946 Einw., 0,2 %), zur evangelisch-methodistischen Kirche (899 Einw., 0,2 %) und zur orthodoxen Kirche (635 Einwohner, 0,1 %); insgesamt 4.571 Einwohner (0,8 %) bekannten sich zu einer anderen Konfession. 90.842 Einwohner (15,3 %) waren konfessionslos und bei 64.595 Einwohnern (10,9 %) wurde keine Konfession ermittelt.